# Buckminsterfullerène
Pour les articles homonymes, voir C60.
Le buckminsterfullerène ou fullerène de Buckminster, parfois également appelé footballène est une molécule sphérique en C60 de la famille des fullerènes C2n, structures fermées composées de (2n-20)/2 hexagones et de 12 pentagones. C'est la plus petite du groupe, dont les atomes sont aux sommets d'un icosaèdre tronqué, i.e. forment la même structure qu'un ballon de football. C'est également le fullerène le plus fréquent.

## Histoire
Découvert en 1985 par Harold Kroto, Robert Curl et Richard Smalley prix Nobel de chimie en 1996, il est nommé ainsi en l'honneur de Richard Buckminster Fuller, architecte américain, inventeur du dôme géodésique.

## Structure
Le buckminsterfullerène a une structure fermée composée de 20 hexagones et 12 pentagones, aux sommets desquels se trouvent les atomes de carbone. Chaque pentagone est entouré de cinq hexagones.
Le groupe de symétrie ponctuelle du C60 est 53m en notation de Hermann-Mauguin (Ih en notation de Schoenflies) : tous les atomes de carbone occupent des sites équivalents.
Les liaisons covalentes doubles 6:6 (entre deux hexagones) sont plus courtes que les liaisons simples 6:5 (entre un hexagone et un pentagone) : 0,140 nm pour les liaisons 6:6 et 0,146 nm pour les liaisons 5:6.

## Applications
Cette molécule est très utilisée en chimie supramoléculaire et dans le domaine des nanotechnologies, en particulier comme roues dans la fabrication de nanomachines (nanovoitures, nanodragsters, etc.).
Le C60 a aussi la propriété rare et remarquable de former, avec le tétrakis(diméthylamino)éthylène, un aimant purement organique en dessous de 16,1 K.
Anecdotiquement, il est possible de manipuler le buckminsterfullerène afin de créer un matériau plus dur que le diamant. Cela devra toutefois être confirmé par d'autres expériences indépendantes.